# Parastovske, Koriukivka
Parastovske (în ucraineană Парастовське) este un sat în comuna Rîbînsk din raionul Koriukivka, regiunea Cernihiv, Ucraina.

## Demografie
Componența lingvistică a localității Parastovske
     Ucraineană (100%)
Conform recensământului din 2001, toată populația localității Parastovske era vorbitoare de ucraineană (100%).